# Kai Dige Bach
Kai Meinert Dige Bach (født 1. januar 1936 på Nørrebro) er en dansk erhvervsleder og tidligere politiker, valgt for Det Konservative Folkeparti.
Bach fik læreplads hos Skandinavisk Motor Co. i 1953 og handelseksamen fra Niels Brock i 1959. Allerede i 1958 etablerede han Kai Dige Bach A/S, der først solgte brændsel, men som senere fik aktiviteter indenfor hvidevarehandel, bladudgivelser og charterrejser. 
Kai Dige Bachs politiske interesse begyndte allerede i de unge år, hvor han fra han var 14 til han var 16 var medlem af Danmarks Kommunistiske Ungdom. Egentlig politisk aktiv blev han dog først langt senere, og denne gang i Det Konservative Folkeparti. Han blev valgt til Herlev Kommunalbestyrelse for partiet i 1966 og var medlem frem til 1974; de første fire år som rådmand, derefter som 2. viceborgmester. Fra 1970 til 1980 var han desuden formand for Herlev Handelsforening. Landspolitisk gjorde han karriere som opstillet til Folketinget i Rødovrekredsen fra 1987. Allerede ved valget 8. september samme år opnåede han valg. Bach var medlem frem til valget 10. marts 1998, hvor han ikke genopstillede. Han var fra 1993 medlem af folketingsgruppens bestyrelse og var næstformand for Folketingets Erhvervsudvalg. I 1996 blev han Ridder af Dannebrog.
Den nuværende forretning drives forsat ud af Herlev og omhandler hovedsageligt udlejning af fast ejendom til private og erhverv. Derudover drives en tankstation. 

## Eva og Kai Dige Bachs lille fond
Eva og Kai Dige Bachs lille fond blev stiftet i 2019 til Evas minde, og er aktiv indenfor foreninger, legater og fonde med sygdomsbekæmpende, sociale og velgørende formål (889910) Fonden kan IKKE søges. Fonden yder støtte blandt andet til iværksætteri, videnskabelige formål, kulturelle initiativer, navnlig i Hjortespring og omegn - og har uddelt priser til komponister, musikere, forfattere og formidlere. 
I 2022 er uddelt Hæderspris til billedhugger Stine Ring Hansen, Raadvad Fabrik - Raadvad Bronzeværksted. Tidligere er violinisten Kim Sjøgren hædret.